# Saint-Michel-de-Lanès
Saint-Michel-de-Lanès là một xã của Pháp, nằm ở tỉnh Aude trong vùng Occitanie. Người dân địa phương trong tiếng Pháp gọi là Saint-Michelais.

## Hành chính
| Danh sách các xã trưởng                |           |                     |      |                                         |
| Giai đoạn                              | Giai đoạn | Tên                 | Đảng | Tư cách                                 |
| 1910                                   |           | Jacques Guilhem     |      | Conseiller Général du Canton de Belpech |
| tháng 3 năm 2001                       |           | Thierry Leguevaques |      |                                         |
| Tất cả các dữ liệu trước đây không rõ. |           |                     |      |                                         |

## Thông tin nhân khẩu
| Năm | 1962 | 1968 | 1975 | 1982 | 1990 | 1999 |
| --- | ---- | ---- | ---- | ---- | ---- | ---- |
| Dân số | 260  | 302  | 250  | 228  | 232  | 283  |
| From the year 1968 on: No double counting—residents of multiple communes (e.g. students and military personnel) are counted only once. |      |      |      |      |      |      |